# Live Forever: The Stanley Theatre, Pittsburgh, PA, September 23, 1980
Live Forever: The Stanley Theatre, Pittsburgh, PA, September 23, 1980 — концертный альбом ямайской рэгги-группы Bob Marley & The Wailers, вышедший в 2011 году.

## Об альбоме
Это последний прижизненный концерт Боба Марли, состоявшийся в Питтсбурге, Пенсильвания, 23 сентября 1980 года, в ходе тура Uprising Tour в поддержку одноимённого альбома. После этого концерта состояние здоровья Марли резко ухудшилось (вследствие обострения меланомы на большом пальце ноги) и концертные выступления пришлось прекратить.
По качеству звучания данный релиз несколько проигрывает изданным ранее, так как является официальным бутлегом.
Концерт доступен в формате двойного CD, а также в коллекционном издании на трёх виниловых пластинках.

## Список композиций

### Диск 1
1. «Greetings» — 0:31
2. «Natural Mystic» — 4:40
3. «Positive Vibration» — 4:47
4. «Burnin' Lootin'» — 3:35
5. «Them Belly Full» — 3:45
6. «The Heathen» — 4:25
7. «Running Away» — 2:50
8. «Crazy Baldhead» — 5:02
9. «War / No More Trouble» — 6:03
10. «Zimbabwe» — 3:39
11. «Zion Train» — 3:50
12. «No Woman, No Cry» — 6:05

### Диск 2
1. «Jamming» — 4:31
2. «Exodus» — 7:01
3. «Redemption Song» — 4:07
4. «Coming in from the Cold» — 3:37
5. «Could You Be Loved» — 7:40
6. «Is This Love» — 3:37
7. «Work» — 4:15
8. «Get Up Stand Up» — 6:38

## Участники записи
- Боб Марли — вокал, ритм-гитара
- Эштон Барретт[англ.] — бас-гитара
- Тайрон Дауни[англ.] — клавишные
- Карлтон Барретт[англ.] — ударные
- Эл Андерсон[англ.] — соло-гитара
- Джуниор Марвин-Хансон[англ.] — соло-гитара
- Эрл Линдо[англ.] — клавишные
- Элвин Паттерсон[англ.] — перкуссия
- I Threes — бэк-вокал

## Чарты
Альбом
| Год  | Чарт              | Позиция |
| ---- | ----------------- | ------- |
| 2011 | The Billboard 200 | 14      |
| 2011 | R&B Albums        | 4       |
| 2011 | Top Reggae Albums | 1       |
| 2012 | Top Reggae Albums | 1       |